# Cyrtandra sorsogonensis
Cyrtandra sorsogonensis är en tvåhjärtbladig växtart som beskrevs av Elmer Drew Merrill. Cyrtandra sorsogonensis ingår i släktet Cyrtandra och familjen Gesneriaceae. Inga underarter finns listade i Catalogue of Life.